# Gare de Terrasson-Lavilledieu
Gare de Terrasson-Lavilledieu vasútállomás Franciaországban, Terrasson-Lavilledieu településen.

## Vasútvonalak
Az állomást az alábbi vasútvonalak érintik:
- Coutras-Tulle-vasútvonal
- Ligne de Hautefort à Terrasson

## Kapcsolódó állomások
A vasútállomáshoz az alábbi állomások vannak a legközelebb:
- Gare de Condat - Le Lardin
- Gare de La Rivière-de-Mansac